# 5923 Liedeke
5923 Liedeke (1992 WC8) là một tiểu hành tinh vành đai chính được phát hiện ngày 16 tháng 11 năm 1992 bởi Spacewatch ở Kitt Peak.